# Breddysse
Koordinaten: 55° 25′ 58,5″ N, 11° 13′ 49,1″ O
Der Breddysse (auch Brededysse; deutsch „Breiter Dolmen“) ist ein Runddolmen und liegt direkt am Hof Ølandsgård, nördlich der Straße Støvlebækvej, etwa 900 Meter südwestlich von Kirke-Stillinge in Richtung Store Kongsmark an der Westseite Seelands in Dänemark. Die Megalithanlage aus der Jungsteinzeit wurde zwischen 3500 und 2800 v. Chr. von der Trichterbecherkultur (TBK) errichtet.
Neolithische Monumente sind Ausdruck der Kultur und Ideologie neolithischer Gesellschaften. Ihre Entstehung und Funktion gelten als Kennzeichen der sozialen Entwicklung.

## Fundsituation
Der Runddolmen besteht aus zwei gut erhaltenen, parallel liegenden Kammern. Allerdings sind die Randsteine, die den runden Erdhügel einfassten, in dem sich die erweiterten Dolmen befinden, ebenso wie der Hügel selbst, nicht erhalten. Die beiden Dolmen haben jeweils fünf Tragsteine, einen Verschlussstein und einen Deckstein. Die Breddysse gehört neben Poskær Stenhus und der Runddysse von Vielsted zu den besterhaltenen Anlagen dieser Art in Dänemark. Wobei zwei oder mehr Kammern innerhalb einer Einfassung bei Langbetten relativ häufig, bei Runddyssen hingegen sehr selten sind.

Breddysse
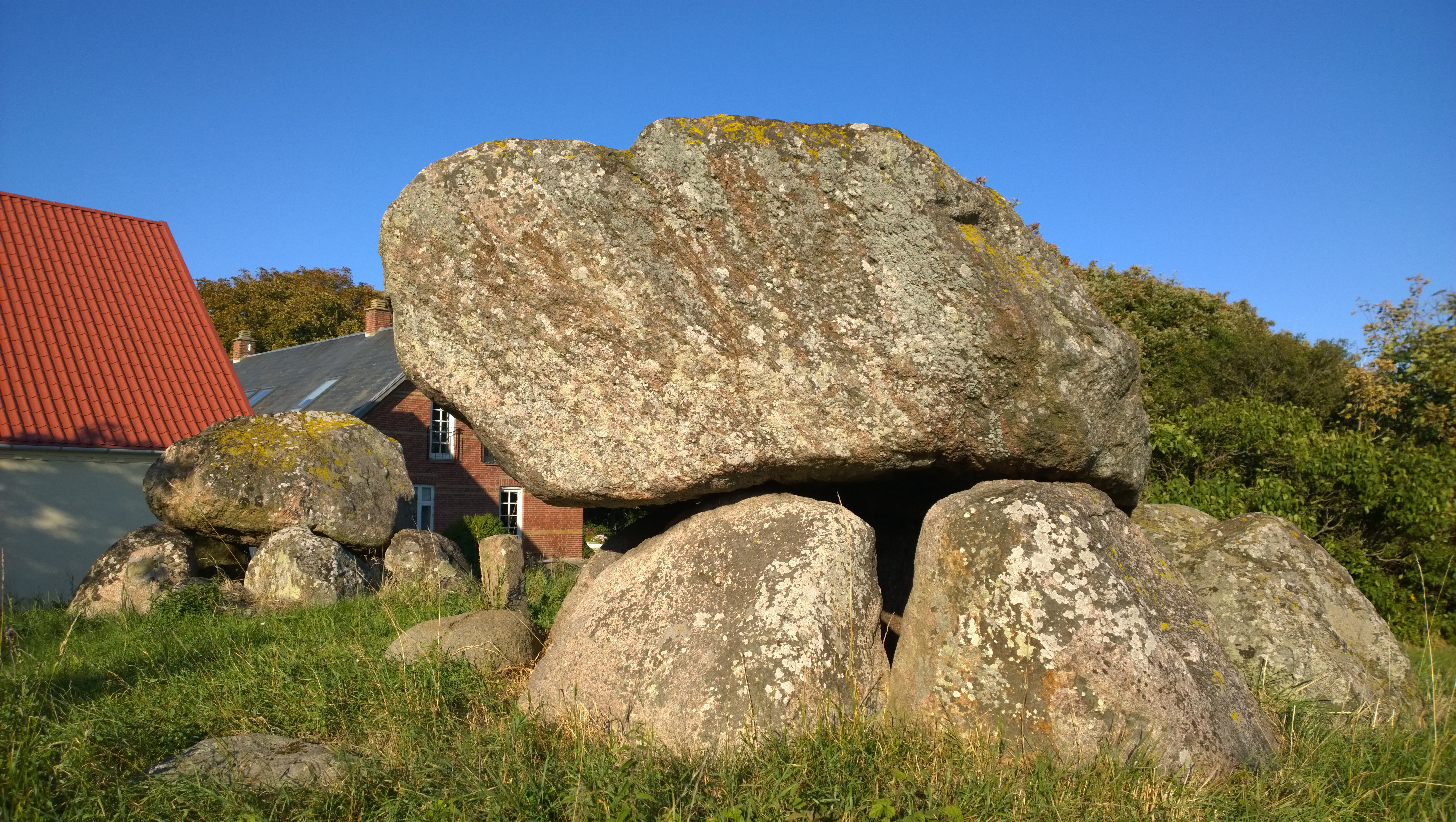
Die Steinkammern des Breddysse (von Süden)
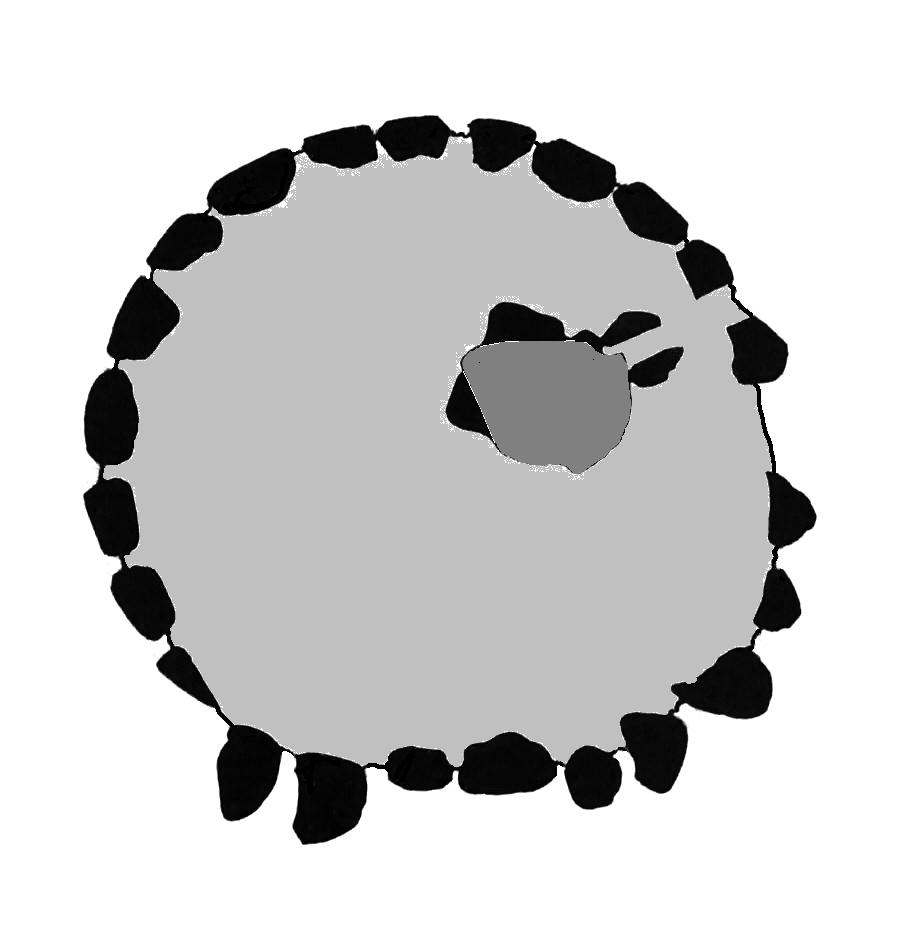
Prinzipskizze Grundriss Runddysse – hier mit nur einer Kammer
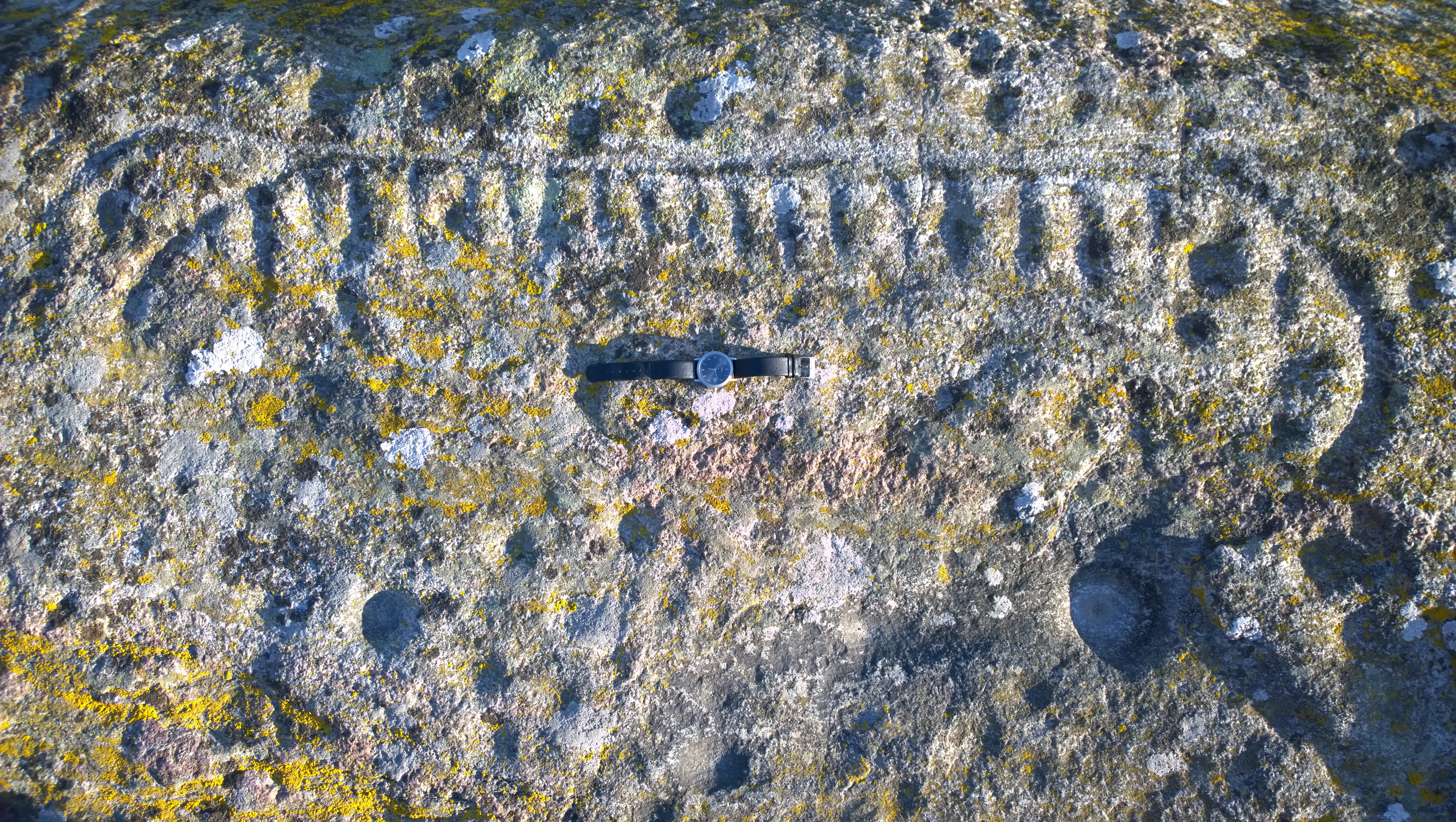
Schiffspetroglyph und verschieden große Schalen

Eine Besonderheit bei der ansonsten fundlos gebliebenen Anlage sind die bronzezeitlichen Petroglyphen auf dem Deckstein der südlichen (größeren) Kammer. Häufig sind etwa einen Zentimeter tiefe Schälchen von etwa drei bis fünf Zentimeter Durchmesser. Dazu kommen als absolute Ausnahme auf einem Großsteingrab zwei stilisierte Schiffsdarstellungen, heute ist nur noch eine deutlich zu erkennen.
Etwa 2,5 Kilometer entfernt liegt der Grimskærdysse ein weiterer gut erhaltener Runddysse.